# Trigonarthris
Trigonarthris is een kevergeslacht uit de familie van de boktorren (Cerambycidae). De wetenschappelijke naam van het geslacht werd voor het eerst geldig gepubliceerd in 1847 door Haldeman.

## Soorten
Trigonarthris omvat de volgende soorten:
- Trigonarthris atrata (LeConte, 1850)
- Trigonarthris minnesotana (Casey, 1913)
- Trigonarthris proxima (Say, 1824)